# H. L. Mencken
Henry Louis Mencken (Baltimore, 12 de septiembre de 1880 - Baltimore, 29 de enero de 1956) fue un periodista, ensayista, satírico, crítico cultural y académico del inglés estadounidense. Comentó ampliamente la escena social, la literatura, la música, los políticos prominentes y los movimientos contemporáneos. Su reportaje satírico sobre el Juicio de Scopes, al que apodó el «Juicio del Mono», también le valió la atención.
Como académico, Mencken es conocido por The American Language, un estudio en varios volúmenes sobre cómo se habla el idioma inglés en Estados Unidos. Admirador del filósofo alemán Friedrich Nietzsche, se opuso abiertamente a la religión organizada, al teísmo y a la democracia representativa, la última de las cuales consideraba un sistema en el que los hombres inferiores dominaban a los superiores. Mencken era partidario del progreso científico y criticaba la osteopatía y la quiropráctica. También fue un crítico abierto de la economía.
Mencken se opuso a la participación de Estados Unidos tanto en la Primera como en la Segunda Guerra Mundial. Algunos investigadores han calificado de racista y antisemita parte de la terminología de las entradas de su diario privado, aunque esta caracterización ha sido discutida. Su actitud hacia los afroamericanos reflejaba el paternalismo conservador de su época y «el tipo de antisemitismo que aparece en el diario privado de Mencken puede encontrarse en otros lugares: por ejemplo, en las primeras cartas de Eleanor Roosevelt y Adlai Stevenson». Parecía mostrar un genuino entusiasmo por el militarismo, pero nunca en su forma estadounidense. «La guerra es algo bueno», escribió una vez, «porque es honesta, admite el hecho central de la naturaleza humana.... Una nación que permanece demasiado tiempo en paz se convierte en una especie de gigantesca solterona».
Su antigua casa en el barrio de Union Square, al oeste de Baltimore, se convirtió en un museo municipal, la H. L. Mencken House. Sus documentos se distribuyeron entre varias bibliotecas de la ciudad y de la universidad, y la mayor colección se encuentra en la Sala Mencken de la sucursal central de la Biblioteca Libre Enoch Pratt de Baltimore.

## Biografía
Mencken nació en Baltimore, Maryland, hijo del propietario de una tabacalera. Comenzó a trabajar como reportero del Baltimore Morning Herald en 1899, y se pasó al Baltimore Sun en 1906. En 1908 empezó a escribir como crítico literario para la revista The Smart Set. Fundó su propia revista, The American Mercury en enero de 1924, y pronto fue de circulación nacional. Gracias a su capacidad como editor y «hombre de ideas», Mencken fue amigo de las más importantes figuras literarias de su época, incluyendo a Theodore Dreiser, F. Scott Fitzgerald, y Alfred Knopf.
Mencken fue defensor de la libertad de conciencia y de los derechos civiles. Se opuso a la persecución, la injusticia y al puritanismo opresor. Fue autor de numerosos libros, y le movió la preocupación de acabar con el importante papel desempeñado por el fundamentalismo cristiano en los Estados Unidos. En 1931, Arkansas aprobó una moción para que se rezara por el alma de Mencken. Puede ser considerado como uno de los principales escépticos americanos del siglo XX.
Los puntos de vista de Mencken suelen ser considerados libertarios por la mayoría de los analistas. Sus escritos contienen un fuerte elemento elitista e incluso el racismo es una actitud presente. 
A veces defendía posturas en sus ensayos más por el hecho de causar conmoción que por profundas convicciones, como en el caso del ensayo en que defiende que la raza anglosajona es la más cobarde en la historia de la humanidad.
Mencken sufrió una trombosis cerebral en 1948, de la que nunca se recuperó. Irónicamente, el daño cerebral lo dejó consciente aunque incapaz de leer o escribir. En sus años postreros escuchaba música clásica o hablaba con sus amigos, aunque se refería a sí mismo en tiempo pasado, como si ya hubiera muerto. Finalmente murió en 1956 y fue sepultado en el cementerio de Loudon Park en Baltimore. Su epitafio dice:

Si tras dejar este valle me recordáis y queréis dar una satisfacción a mi alma, perdonad a un pecador y haced un guiño a una muchacha poco agraciada.

Mencken sugirió este epitafio en The Smart Set. El periodista P. J. O'Rourke llamó a Mencken «creador de un nuevo y diferente estilo de periodismo, que me gustaría llamar "sabiondo de la gran ciudad"».
En la película Inherit the Wind (1960), el papel de Gene Kelly, como el cínico editor de un periódico que corre con los gastos de la defensa, está basado en Mencken.
En el vestíbulo del Baltimore Sun está grabada una de sus citas, que recoge su pasión por el periodismo:

Cuando miro hacia atrás durante una vida malgastada, estoy cada vez más convencido de que lo pasaba mejor transmitiendo noticias que en cualquier otra empresa. Es realmente la vida de los reyes.

Esta inscripción puede verse en el capítulo final de la serie The Wire, titulado precisamente «Life of Kings».

## Obras
- George Bernard Shaw: His Plays (1905)
- The Philosophy of Friedrich Nietzsche (1907)
- The Artist: A Drama Without Words (1912)
- A Book of Burlesques (1916)
- A Little Book in C Major (1916)
- The Creed of a Novelist (1916)
- Pistols for Two (1917)
- A Book of Prefaces (1917)
- In Defense of Women (1917)
- Damn! A Book of Calumny (1918)
- The American Language (1919)
- Prejudices (1919–1927)
  - First Series (1919)
  - Second Series (1920)
  - Third Series (1922)
  - Fourth Series (1924)
  - Fifth Series (1926)
  - Sixth Series (1927)
  - Selected Prejudices (1927)
- The Hills of Zion (1925)
- Notes on Democracy (1926)
- Libido for the Ugly (1927)
- Menckeneana: A Schimpflexikon (ed.) (1928)
- On Politics: A Carnival of Buncombe (1920-1936)
- Treatise on the Gods (1930)
- Making a President (1932)
- Treatise on Right and Wrong (1934)
- Happy Days, 1880–1892 (1940)[13]
- Newspaper Days, 1899–1906 (1941)
- Heathen Days, 1890–1936 (1943)
- 1948. A Mencken Chrestomathy.

### Obras póstumas
- 1965. The American Scene, Huntington Cairns, ed.).
- 1991. The Impossible H. L. Mencken: A Selection Of His Best Newspaper Stories (Marion Elizabeth Rodgers, ed.).
- 1994. A Second Chrestomathy.
- 2007. A Religious Orgy in Tennessee A Reporter's Account of the Scopes Monkey Trial.

## Obras en español
- H. L. Mencken: De la felicidad y otros escritos, Trama editorial, 2018. Traducción de Íñigo García Ureta. ISBN: 978-84-945692-6-5.